# Wings of the legend
「Wings of the Legend」（ウィングス・オブ・レジェンド）は、JAM Projectの49枚目のシングル。2012年12月5日にLantisから発売された。

## 概要
前作「鋼のレジスタンス」から7ヶ月ぶりのリリースとなる2012年4作目のシングル。表題曲「Wings of the Legend」は、PS3用ゲーム『第2次スーパーロボット大戦OG』のオープニングテーマに起用された。

## 収録曲
全作詞・作曲：影山ヒロノブ
1. Wings of the legend [6:32]
編曲：寺田志保
PS3用ゲーム『第2次スーパーロボット大戦OG』オープニングテーマ
2. Babylon [3:55]
編曲：IKUO
PS3用ゲーム『第2次スーパーロボット大戦OG』エンディングテーマ
3. Wings of the Legend（Off Vocal）
4. Babylon（Off Vocal）